# 拜占庭復興式建築

索非亞的亞歷山大·涅夫斯基主教座堂

拜占庭復興式建築，又稱新拜占庭式建築 ，是一種建築復古運動，常見於宗教、機構和公共建築。這種建築包含5至11世紀拜占庭式建築的特徵。拜占庭復興式建築出現於1840年代的西歐，並在1875年至1899年盛行於俄羅斯帝國和保加利亞。俄羅斯的拜占庭復興式建築因1917年10月革命而終止，但俄羅斯移民建築師仍然在南斯拉夫和哈爾濱等地延續了這種建築。

## 外部連結
- Russian Neo-Byzantine Architecture